# Тамм, Йоонас
Йоонас Тамм (эст. Joonas Tamm; род. 2 февраля 1992, Вильянди[…]) — эстонский футболист, защитник болгарского клуба «Ботев».

## Биография

### Клубная карьера
Воспитанник клуба «Тулевик» из своего родного города. На взрослом уровне начал выступать в 16-летнем возрасте, дебютировал за взрослую команду своего клуба 29 марта 2008 года в игре против «Калева Силламяэ». Всего сыграл в 2008 году 15 матчей за «Тулевик» в высшем дивизионе, а также забил 25 голов в 24 матчах за дубль команды.
В 2009 году подписал контракт с таллинской «Флорой», провёл в команде два неполных сезона, выступая и за основу, и за дубль. Свой первый гол в высшем дивизионе забил 9 мая 2009 года в ворота «Таммеки». В сезоне 2009/10 находился в аренде в молодёжном составе итальянской «Сампдории».
В 2011 году перешёл в шведский «Норрчёпинг», но в основной состав не пробился, сыграв за три сезона лишь пять матчей в чемпионате Швеции. Два раза его отдавали в аренду в более слабый клуб из Норрчёпинга — «Сюльвия», в 2011 году он забил гол в своём дебютном матче в ворота «Мутала». В 2014 году футболист выступал за другой шведский клуб — «Треллеборг» в третьем дивизионе.
В 2015 году вернулся в Эстонию, первую половину сезона провёл в «Тулевике», затем перешёл в «Флору». В составе таллинского клуба становился чемпионом Эстонии 2015 и 2017 годов.
Часть своей карьеры Тамм провёл на позиции центрального нападающего, часть — на позиции центрального защитника.
24 января 2020 года подписал контракт с украинским клубом «Десна». Контракт рассчитан на полтора сезона с возможностью продления ещё на год. 23 февраля 2020 года дебютировал в составе «Десны» в рамках украинской Премьер-лиги в выездном матче против донецкого «Шахтёра» (0:1), выйдя в стартовом составе и проведя все 90 минут. 16 июля 2020 года забил свой первый гол за «Десну», отличившись в выездном матче 31-го тура УПЛ против «Александрии» (1:3), открыв счёт на 9-й минуте игры. Итого в сезоне 2019/20 сыграл за «Десну» 14 матчей (13 в УПЛ и 1 в Кубке Украины), отметившись 1 мячом (в УПЛ).
22 августа 2020 года забил свой второй гол в чемпионате Украины в составе «Десны», отметившись на 62-й минуте матча 1-го тура УПЛ против луганской «Зари» (3:1). В сезоне 2020/21 провёл в составе «Десны» 23 поединка (20 в УПЛ, 2 в Кубке Украины и 1 в еврокубках), в которых забил 1 гол (в УПЛ).
28 мая 2021 года подписал контракт с другим украинским клубом — «Ворсклой», став первым новичком команды в летнее межсезонье. Сроки и финансовые условия контракта не разглашались.
14 июля 2023 года перешёл в болгарский «Ботев», подписав двухлетний контракт.

### Карьера в сборной
Выступал за юношеские, молодёжную и олимпийскую сборные Эстонии.
В национальной сборной дебютировал 19 июня 2011 года в матче с командой Чили. Сыграл 5 матчей в 2011—2012 годах, затем несколько лет не вызывался в сборную, вернулся в состав только летом 2016 года. Свои первые голы забил 7 декабря 2017 года в ворота сборной Гибралтара, отличившись сразу хет-триком.

## Достижения
- Чемпион Эстонии (3): 2010, 2015, 2017
- Обладатель Кубка Эстонии: 2016

### Личные
- Футболист года в Эстонии: 2022[17]